# إعلان مستدام
يعالج الإعلان المستدام البصمة الكربونية وغيرها من الآثار البيئية والاجتماعية السلبية المرتبطة بإنتاج وتوزيع المواد الإعلانية. يلتزم عدد متزايد من الشركات بتقليل تأثيراتها البيئية المرتبطة بإنتاج وتوزيع الإعلانات.

## التأثير البيئي للإعلان
تؤثر الإعلانات المطبوعة على البيئة بسبب ثاني أكسيد الكربون المنبعث في الغلاف الجوي نتيجة لإنتاج وتوزيع وسائل الإعلام المطبوعة. تشمل العوامل تحديد مصادر إنتاج الورق والحبر النفطي واللدائن والمواد اللاصقة المستخدمة والوقود الأحفوري المحروق في تصنيع وتوزيع هذه الصحف والمجلات. توجد للوسائط الرقمية تأثيرات أيضًا بسبب انبعاثات غازات الدفيئة المرتبطة بتصنيع وتشغيل الخوادم وأجهزة مراكز البيانات وأجهزة الشبكات وأجهزة الكمبيوتر بالإضافة إلى تأثيرات النفايات الإلكترونية لهذه الأجهزة في نهاية عمرها الإنتاجي.
أطلقت الولايات المتحدة في عام 2004، أكثر من 7 مليارات طن مِتْري من غازات الدفيئة المكافئة لثنائي أكسيد الكربون المرتبطة بإعلانات الوسائط المطبوعة في الغلاف الجوي. وفي عام 2005، أنفق الناشرون الأمريكيون أكثر من 65 مليار دولار على إعلانات الوسائط المطبوعة وأنشأوا أكثر من 250 ألف صفحة إعلانية. يمكن لصفحة إعلانية واحدة في مجلة شهيرة أن تسبب ما يصل إلى سبعة أطنان من انبعاثات ثنائي أكسيد الكربون إذا أخذنا بعين الاعتبار عوامل سلسلة التوريد المرتبطة بصناعة الورق والطباعة والخدمات اللوجستية والتخلص من مكبات النفايات أو حرق وسائط ما بعد المستهلك والوسائط غير المباعة. ووفقًا لمقال نشرته نيويورك تايمز مؤخرًا نقلًا عن ديفيد جي. ريفكين، مدير التنمية المستدامة لمجلة التايم، فإن نسخة واحدة من مجلة التايم نتج عنها انبعاث ما يعادل 29 رطلًا من غازات الدفيئة المكافئة لثنائي أكسيد الكربون.

## مشاركة الشركات
تتعهد شركات مثل جنرال إلكتريك وشركة تمبرلاند ووول مارت بالتزامات كبيرة تهدف إلى تطوير وتسويق منتجات وممارسات تجارية مستدامة. ووافقت فيكتوريا سيكريت مؤخرًا على التقليل من تأثيرات كتالوجاتها الضارة وذلك باستخدام الأوراق المعاد تدويرها والتوقف عن استخدام الأوراق من الغابات المهددة بالانقراض. تعد موكسي سوزو أول وكالة لتصميم الجرافيك والإعلانات تتخلص من انبعاثات الكربون، وتعتمد على الطاقة المتجددة بنسبة 100%. ومع ذلك، استفادت العديد من الشركات من القضية المستدامة عن طريق «ظاهرة الغسل الأخضر» لمنتجاتها لبناء واجهة من المنتجات المستدامة بالفعل، في حين أنها في الواقع ليست سوى إستراتيجية تسويق بهدف اكتساب علاقات عامة أفضل. أما في حالة رقائق الذرة سان شيبس، لم تكن حملة الاستدامة قادرة على إقناع المستهلكين الذين وجدوا أن عبوة التغليف الجديدة القابلة للتحول إلى سماد عضوي من سان شيبس مزعجة بسبب إصدارها أصوات صاخبة ستعكر صفو تجربة مشاهدة التلفزيون الخاصة بهم. أدى رد الفعل العكسي هذا إلى التراجع عن إنتاج العبوة.
بدأت شركة مجوهرات جون هاردي في عام 2006، مشروعًا رائدًا لإعادة تشجير الخيزران (البامبو) في بينيدا، وهي جزيرة صغيرة قبالة ساحل بالي مكان وجود ورشات الشركة. الهدف الأساسي هو عزل ثاني أكسيد الكربون عن طريق زراعة الخيزران، وهو عشب خشبي معمر دائم وسريع النمو. ومن أجل تعويض البصمة الإعلانية للشركة التي تبلغ 451 طنًا متريًا من ثنائي أكسيد الكربون، ستُزرع مساحة تعادل أربعة ملاعب لكرة القدم.

## وكالة الإعلان المستدام الأولى
كانت وكالة برلين 360، أول وكالة إعلانية مستدامة منشأة في جميع أنحاء العالم. اتخذت هذه الوكالة، التي أُنشئت في عام 2015، قرار الترويج حصريًا للعلامات التجارية المستدامة والأخلاقية. وكانت المرة الأولى، التي تعلن فيها وكالة إعلانية أنها مسؤولة تمامًا عن المنتجات والعلامات التجارية التي يروجون لها على المدى الطويل.